# Le Faouët (Côtes-d’Armor)
Le Faouët  (bretonisch: Ar Faoued) ist eine französische Gemeinde mit 410 Einwohnern (Stand: 1. Januar 2022) im Département Côtes-d’Armor in der Region Bretagne. Die Einwohner der Gemeinde werden im französischen Gommenechois genannt.

## Geographie
Umgeben wird Le Faouët von der Gemeinde Quemper-Guézennec im Nordwesten und Norden, von Lanleff im Nordosten, von Tréméven im Osten, von Trévérec im Südosten, von Saint-Gilles-les-Bois im Süden und von Saint-Clet im Westen.

## Bevölkerungsentwicklung
| 1962 | 1968 | 1975 | 1982 | 1990 | 1999 | 2008 | 2012 |
| 437  | 450  | 346  | 319  | 250  | 273  | 299  | 325  |

## Baudenkmäler
Siehe: Liste der Monuments historiques in Le Faouët (Côtes-d’Armor)